# Токуносіма (острів)
Токуносіма (яп. 徳之島, токуносіма: トゥクヌシマ, Тукунусіма) — острів архіпелагу Амамі, південних островів Сацунан, префектури Каґосіма, Японія.
Острів має площу 247,77 км2 та населення приблизно 27 000. Острів розділений адміністративно на три частини: Токуносіма, Ісен і Амаґі. Найбільшим населеним пунктом на острові є місто Камецу, розташоване вздовж східного берега острова в межах адміністративного міста Токуносіма. Значна частина острова знаходиться в межах національного парку Амамі Ґунто.
Острів відомий тим, що має найвищі показники народжуваності в Японії, а також значну популяцію супердовгожителів (людей, які живуть понад 110 років).

## Географія

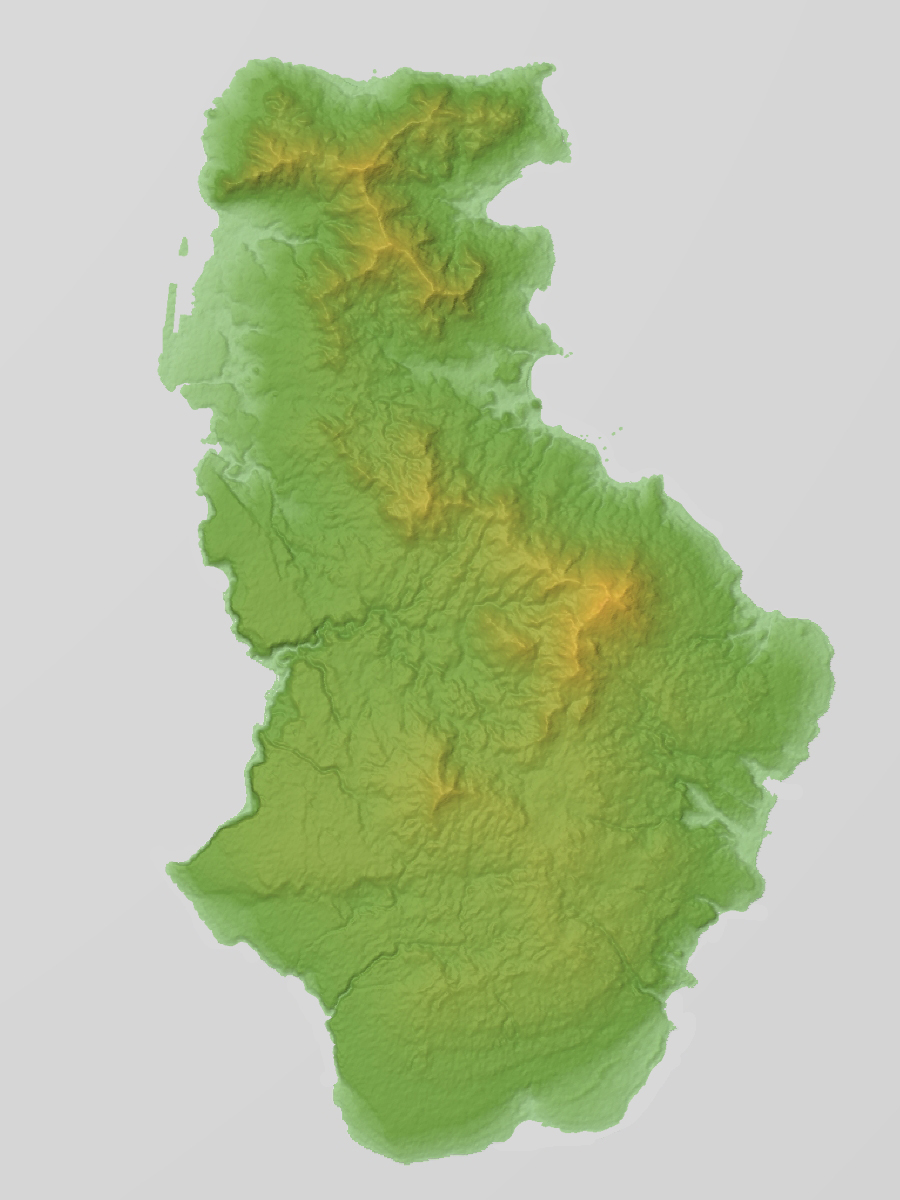
Карта рельєфу Токуносіма.

Токуносіма — другий за величиною острів архіпелагу Амамі, після Амамі Осіми, і 15-й за величиною острів в Японії. Більш загально входить до архіпелагів Сацунан і Рюкю. Токуносіма розташована на півдорозі між Амамі Осімою та Окіноерабудзімою.
Острів вулканічного походження довжиною приблизно 25 км та шириною 18 км. Більшість адміністративних міст Токуносіма та Амаґі вкриті горами та пагорбами. Гора Інокавадаке має висоту 645 метрів над рівнем моря і є найвищою точкою острова. Гора Амаґідаке на півночі острова має висоту 533 метри. Адміністративне місто Ісен розташоване уздовж південно-західного схилу острова має більш рівнинну місцевість, з родючим ґрунтом, придатним для сільського господарства. Узбережжя острова здебільшого нерівне та скелясте, з невеликими піщаними пляжами, а також низкою великих скель на південно-західному узбережжі острова. Острів оточений кораловим рифом.
Серія морських скель Тонбура, є видатною особливістю північно-східного узбережжя острова. З острова видно сусідні острови Амамі Осіма, Какеромадзіма, Йоросіма, Укедзіма на північному сході та Окіноерабудзіму на південному заході. У винятково ясні дні на заході можна побачити вулкани-близнюки Іоторісіма, які розташовані в префектурі Окінава.
Токуносіма має вологий субтропічний клімат (Cfa згідно з кліматичною класифікацією Кеппена) з дуже теплим літом та м’якою зимою. Опади значні протягом року, але взимку дещо менші. Острів зазнає частих тайфунів.
Острів лежить в вологому субтропічному широколистяному лісовому екорегіоні. Хоча Токуносіма в субтропічному ліматі, острів отримує достатньо опадів для тропічних лісів. Значна частина острова залишається покритою лавровими лісами, хоча багато територій були розчищені для сільського господарства. На острові багато печер, найдовша з яких має довжину 2 052 м і знаходиться в районі Ісен.

## Фауна

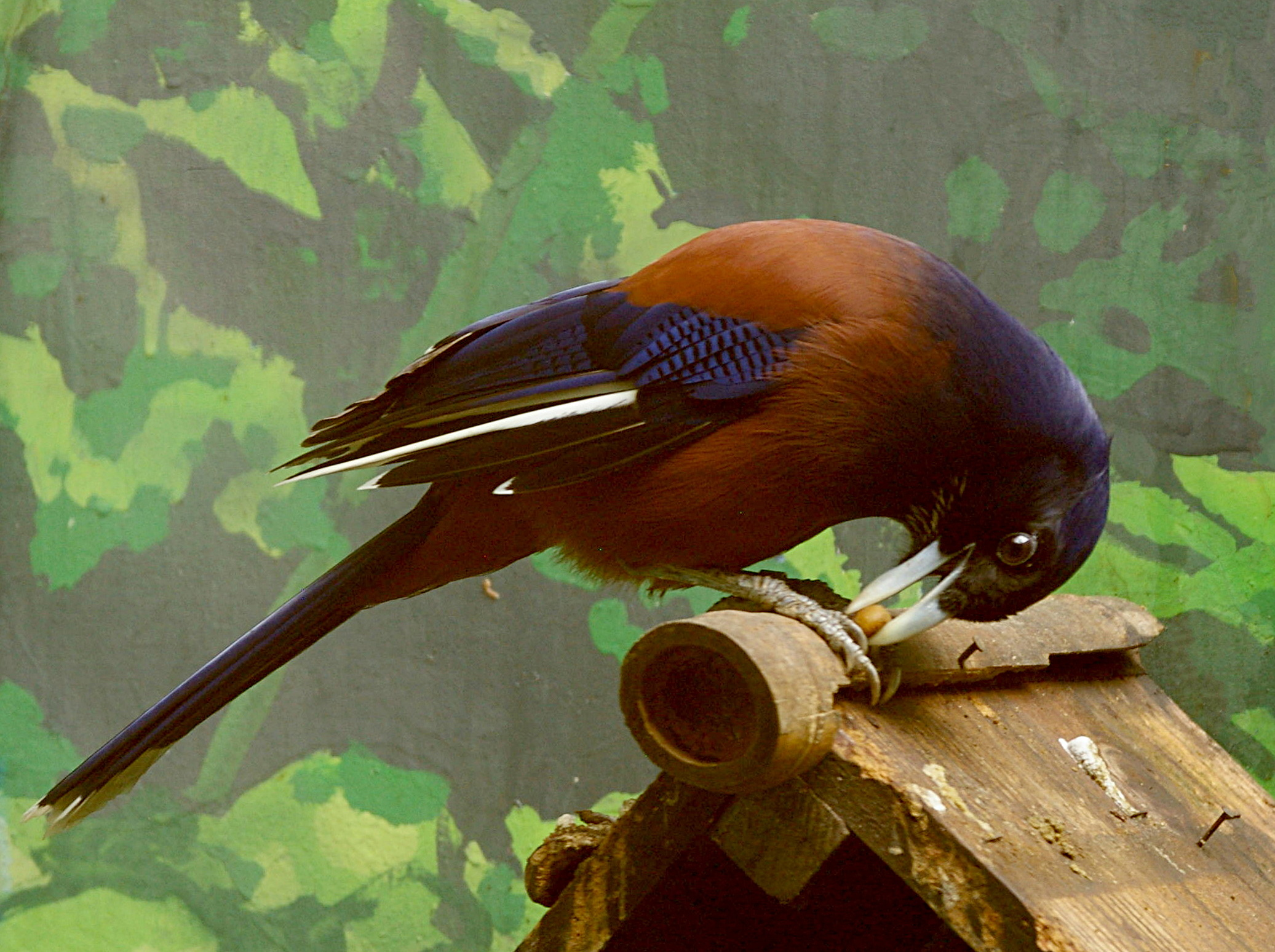
Сойка Ліндта.

Токуносіма є домом для кількох рідкісних видів плазунів та комах, які є ендеміками острова, або, загальніше, островів Амамі. Кролик Амамі (лат. Pentalagus furnessi) зустрічається лише на Токуносімі та Амамі Осімі і входить до списку зникаючих видів. Кролика Амами іноді називають живим викопним, оскільки він представляє давню азійську лінію, яка в інших місцях зникла. Також під загрозою зникнення є гризун Tokudaia tokunoshimensis, який зустрічається лише на цьому острові. Зустрічаються кілька видів птахів, ендемічних для Токуносіми та Амамі Осіми, таких як сойка Лідта (лат. Garrulus lidthi). На острові також мешкає отруйна змія хабу (лат. Protobothrops flavoviridis). Присутність хабу дозволило зберегти ліси на острові невідвідуваними та в більш суворих районах відносно незайманими.

## Історія
Невідомо, коли Токуносіма була вперше заселена. Острів згадується в давньому японському літописі Ніхон Сьокі в 720-х роках.
Починаючи з XI століття, Токуносіма була основним виробником сірого кам'яного посуду, що називається посуд Камуякі, який був знайдений на сотнях археологічних розкопок на островах Рюкю та півдні Кюсю. На острові було знайдено кілька місць, де цей посуд вироблявся. Зараз ці місця є національними історичними пам'ятками.
Самураї з домену Сацума вторглися на острів в 1609 році, після чого його включення в офіційні володіння домену Сацума було визнано сьогунатом Токуґави в 1624 році. Правління Сацуми було суворим, жителі острова були змушені до кріпацтва, вони вирощували цукрову тростину, щоб справлятися з високими податками, що часто призводило до голоду. Під час голоду в 1755 році загинуло близько 3000 жителів острова. Сайґо Такаморі був засланий до Токуносіми в 1862 році менш ніж на два місяці, перед тим як він був висланий далі у більш суворі умови на Окіноерабудзіму.
Після реставрації Мейдзі острів був включений до провінції Осумі, а згодом став частиною префектури Каґосіма. Після Другої світової війни, разом з іншими островами Амамі, він був окупований Сполученими Штатами до 1953 року, коли він і решта островів Амамі повернулися під контроль Японії.
У 2006 році прем'єр-міністр Юкіо Хатояма запропонував до Сполучених Штатів використати Токуносіму як місце дислокації повітряної станції морської піхоти Футенма, що призвело до широких протестів та опозиції з боку місцевих чиновників. Протест проти цього плану в 2010 році залучив 16 000 людей, тобто більше половини населення острова.

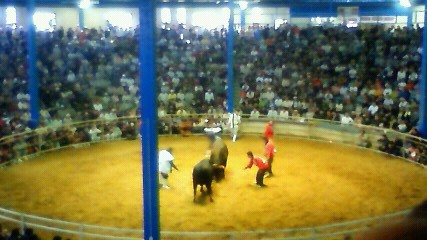
Тоґіу.

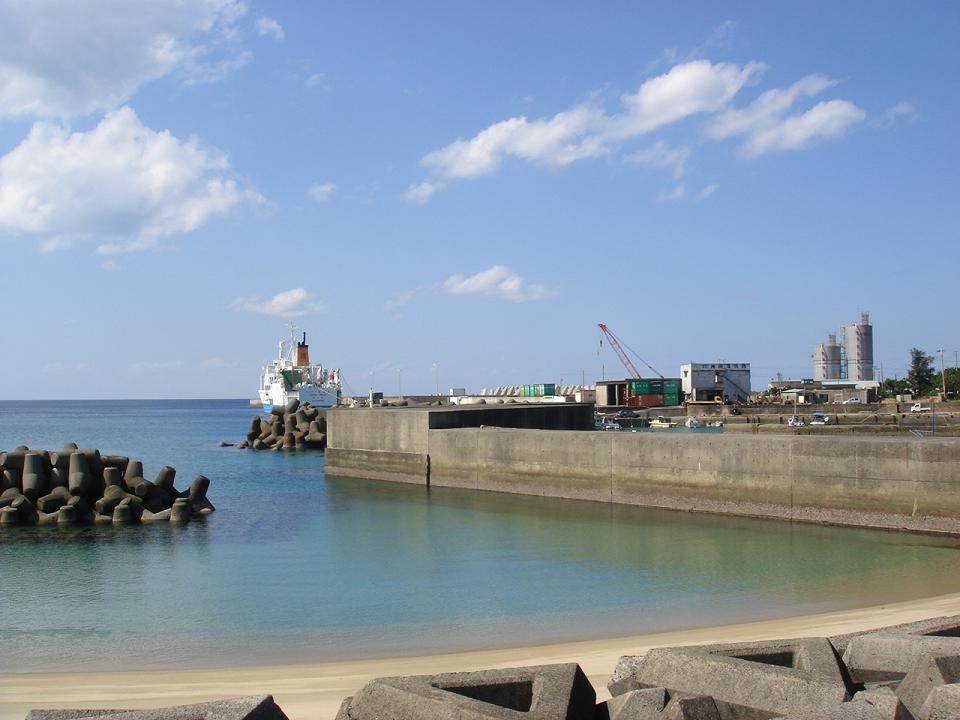
Пором у порту Хетоно.

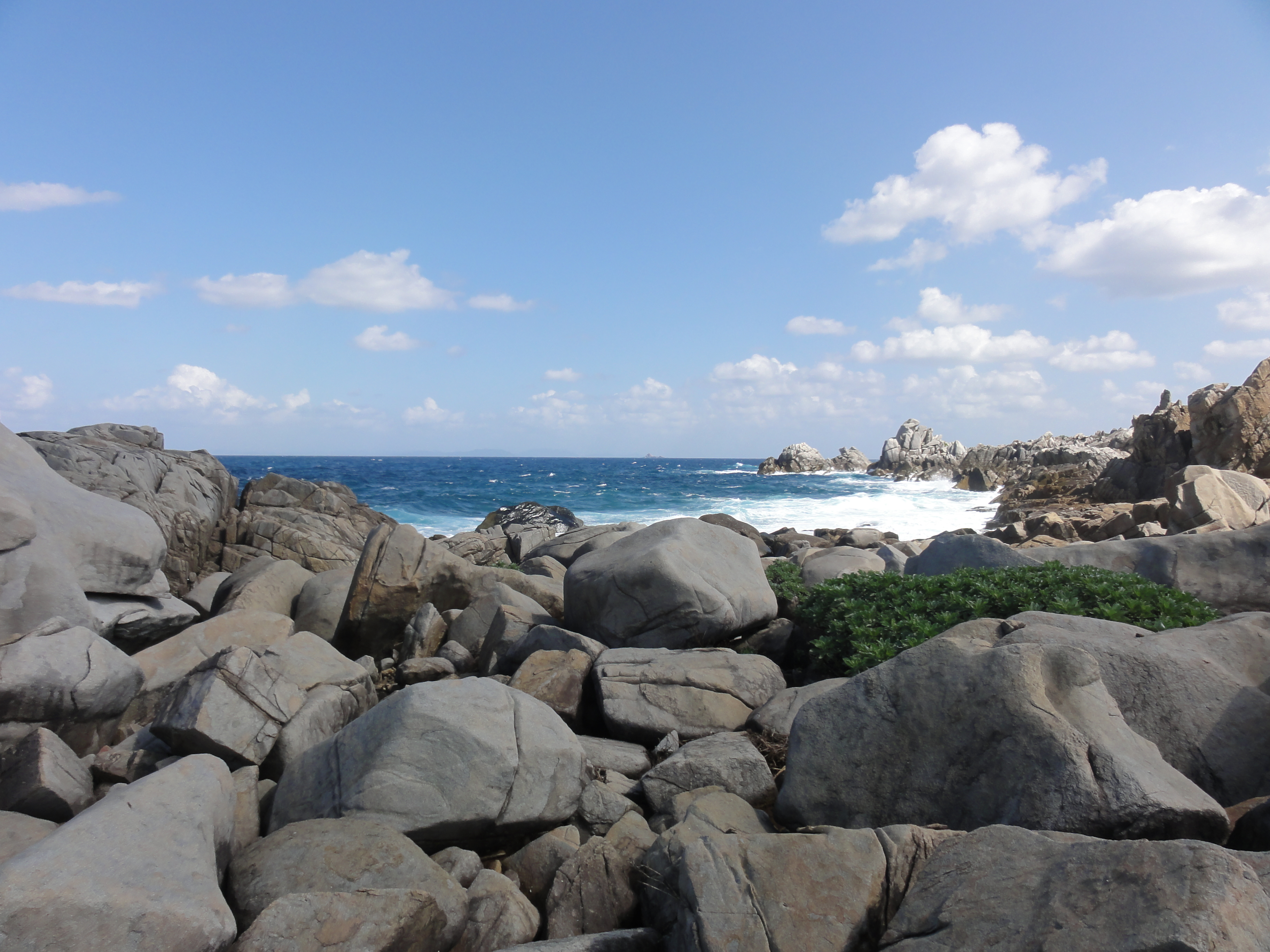
Скелі Мушіродзе.

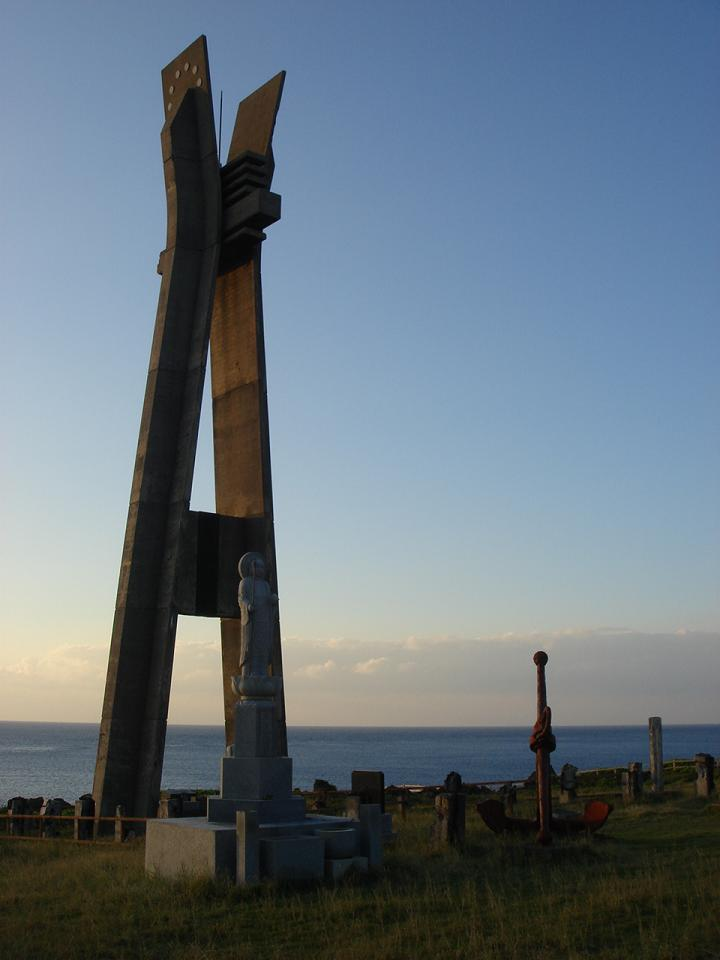
Меморіал лінкору Ямато.

## Культура
Токуносіма має культуру, яка відображає поєднання впливів Японії та Рюкю, сусідніх островів Амамі та Окінави з півдня. Місцева кухня острова поєднує стандартні страви японської кухні з окінавськими стравами, такими як гоя чанпуру. Популярним музичним інструментом на острові є сансін, подібний до японського сямісена. Тут практикується окінавский народний танець еісаа (エイサー).
Мова корінних жителів острова, мова Рюкю, що називається токуносіма, відома на острові як сімагучі або, по-японськи, шімагучі («острівна мова»). Однак зараз вона в основному витіснена стандартною японською. Слово "дякую" токуносімською, оборадарен (міста Токуносіма та Амагі) та обораданіі (місто Ісен), широко відоме навіть серед носіїв японської мови.
Токуносіма відома завдяки тоґю, японському стилю кориди, в якому тренери-люди заохочують биків виштовхувати один одного з кільця. Це велика подія на острові, і значна частина культури острова обертається навколо кориди. Через важливість тоґіу, талісман і головна ікона Токуносіми — бик тоґіу.

## Економіка
Економіка острова обертається навколо сільського господарства, насамперед вирощування цукрової тростини. Також вирощують солодку картоплю, рис, імбир та такі тропічні фрукти, як манго, папая та банани. Цукрова тростина переробляється у коричневий цукор, який у свою чергу використовується для виробництва шьочю. Комерційне рибальство також має важливе значення, як і туризм та деякі види легкої промисловості.

## Транспорт
У порту Каметоку, який знаходиться поруч із Камецу в адміністративному місті Токуносіма, регулярно курсують пароми до міст Назе на Амамі та Вадомарі на Окіноерабу. З Амамі пором продовжує рух до Каґосіми. З Окіноерабу пором продовжує рух до Йорона та Окінави. Існують пороми і до Кобе. 
Менший порт Хетоно, у містечку Амаґі, має пороми до Каґосіми та до Сетоуті на Амамі. Коли хвилі занадто сильні на тихоокеанській стороні острова, де знаходиться Каметоку, пороми Каметоку висаджують людей у порту Хетоно. Невеликі порти, які в основному використовуються рибальськими або екскурсійними катерами, існують в інших місцях уздовж берегової лінії.
Аеропорт Токуносіма, розташований в Амаґі, має рейси до Каґосіми, Амамі та Окіноерабу (з продовженням рейсу до Окінави), що обслуговуються авіакомпаніями Japan Airlines та Japan Air Commuter.
Основною магістраллю на острові є шосе 80 префектури Каґосіма, яке проходить через острів від аеропорту Токуносіма та Амаґі до Камецу, а потім йде вздовж південно-східного узбережжя острова до Ісена. Від Ісена шосе 83 перетинає південно-східний район острова до Амаґі. Шосе 629 слідує північне узбережжя острова від аеропорту Токуносіма до села Кедоку. Шосе 617 є внутрішнім маршрутом між Камецу та селом Ітокіна, тоді як шосе 618 з’єднує Кедоку із селом Мацубара через село Тодорокі.

## Місцеві визначні пам'ятки
Токуносіма є популярним туристичним напрямком. Піші прогулянки не рекомендуються через поширення отруйної змії хабу, однак гірські стежки екзотичні та красиві. Пляжі дуже привабливі, узбережжя острова включає кілька визначних природних пам’яток.
На північному узбережжі острова існує місцевість Мушіродзе зі скелями, які є рідкісним прикладом гранітних порід на переважно вулканічному-кораловому острові. Ця місцевість названа за те, як ці пласкі кам’яні плити нагадують мушіро — японський термін для тканих солом’яних матів.
На мисі Інутабу, найзахіднішій точці острова, відкривається вид на океан та меморіал, побудований у квітні 1968 року, японському лінкору Ямато та його супроводу, які були потоплені поблизу Токуносіми на завершальних етапах Другої світової війни.
Ще однією помітною приморською визначною пам'яткою є Інноджофута, область зубчастих, еродованих коралових порід. Особливо відомою є скеля з вимитими отворами, відома як Меґане-Іва, які виходить на океан.
Значна частина острова входить до складу національного парку Амамі Ґунто, створеного в 2017 році (замінивши квазі-національний парк Амамі Ґунто, створений у 1974 році).